# داس ریوس (کالیفرنیا)
داس ریوس (به انگلیسی: Dos Rios) یک منطقهٔ مسکونی در ایالات متحده آمریکا است که در شهرستان مندوسینو، کالیفرنیا واقع شده‌است. داس ریوس ۲۹۳ متر بالاتر از سطح دریا واقع شده‌است.